# Lozmanska Kamjanka
Koordinaten: 48° 24′ N, 35° 5′ O

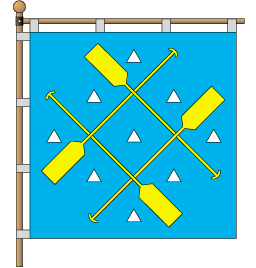
Die Flagge des Ortes

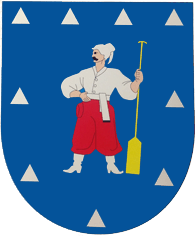
Das Wappen des Ortes

Lozmanska Kamjanka (ukrainisch Лоцманська Кам'янка, russisch Лоцманская Каменка/Lozmanskaja Kamenka), auch kurz Loz-Kamjanka (russisch Лоц-Каменка) ist ein ehemaliges Dorf (Sloboda) und ein Stadtviertel im heutigen Stadtteil Sobor der ukrainischen Stadt Dnipro.

## Name
Der Name leitet sich von den lange Zeit hier ansässigen Lotsen ab. Diese steuerten die Schiffe um die Dneprstromschnellen, die südlich der Stadt begannen.
Der Saporoger Kosake Nikita Korschtsch (russ. Никита Корж) schreibt in seinem 1842 in Odessa veröffentlichten Buch „Mündliche Überlieferung“ (russ. Устное повествование, бывшего запорожца, жителя Екатеринославской губернии и уезда, селения Михайловки Никиты Леонтьевича Коржа, kurz „Mündliche Überlieferungen“ Устное повествование) das der Name vom ersten Einwohner einem gewissen Lozman (Лоцман) stammt.

## Lage
Lozmanska Kamjanka liegt im äußersten Südwesten des Stadtteils Sobor. Im Nordwesten grenzt es an das Stadtviertel und ebenfalls frühere Dorf Mandrykiwka und im Süden an das außerhalb der heutigen Stadt Dnipro gelegene Dorf Stari Kodaki (ukr. Старі Кодаки) mit der Kodakfestung. Im Nordosten grenzt sie an den Dnepr und die Halbinsel Kosa. Es gehört heute zum Großteil zum Stadtviertel Peremoha (russisch Pobeda Победа, zu deutsch „Sieg“).

## Geschichte

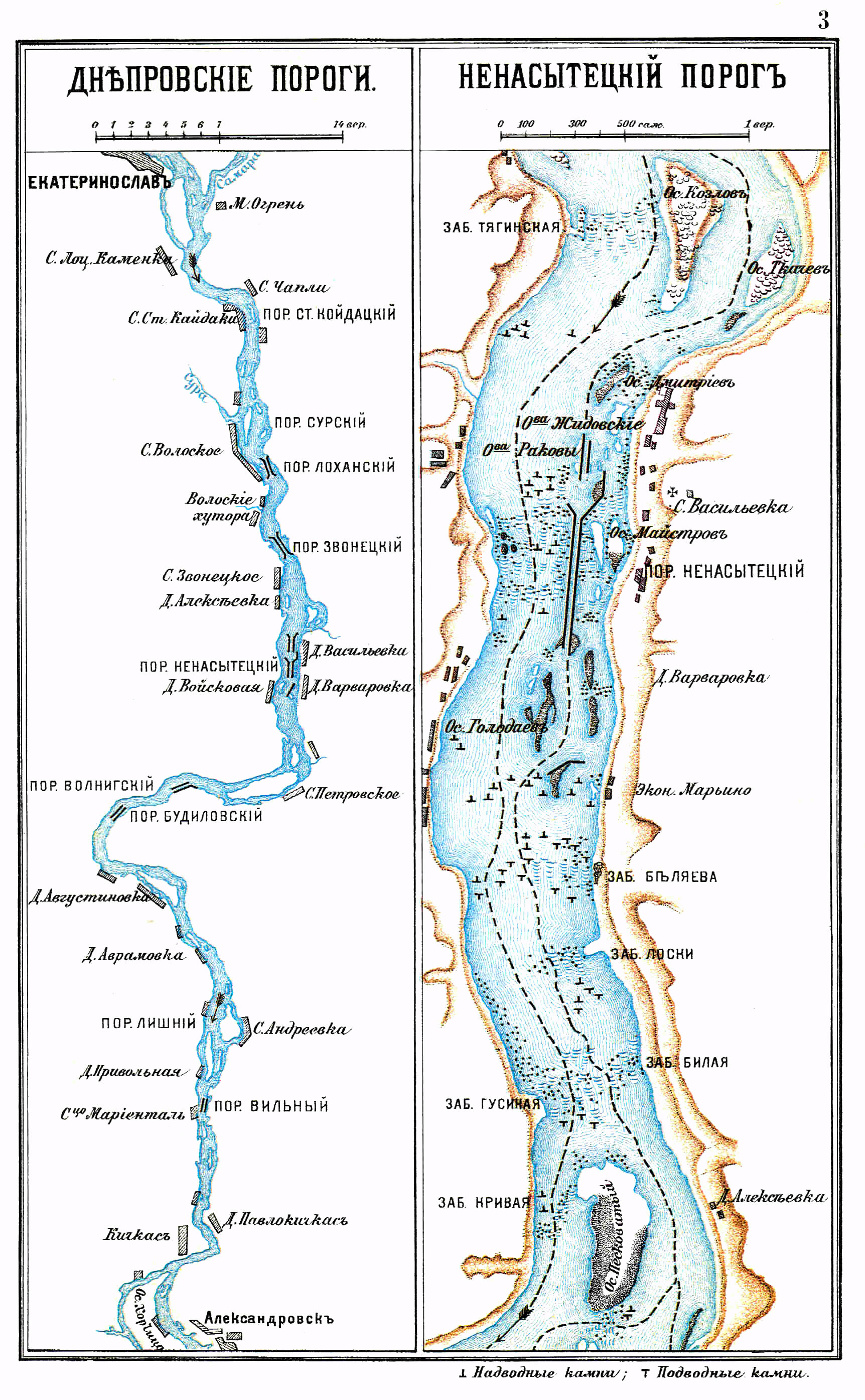
Karte der Dneprstromschnellen

Die nachhaltige Besiedlung fand ab etwa 1750 statt. Ein gewisser ökonomischer Aufschwung begann mit der Eingliederung des Gebiets in das Kaiserreich Russland, da damit der Handel über den Dnepr an Schwung bekam. Fürst Potjomkin befasste seinen vertrauten Oberst Leonti Faleew (russ. Леонти Фалеев) sich um das Problem des Flusshandels um die Dneprstromschnellen zu kümmern. Dieser schlug vor Kanäle zur Umgehung der gefährlichsten Stromschnellen zu errichten. Davon wurden einige umgesetzt jedoch waren sie schnell zu klein oder zu flach für die Flussschiffe. Als Alternative zu den Kanälen schlug Faleew auch den Einsatz von Lotsen vor.
1785 gab es 42 freiwillige Lotsen, zwei Jahre später schon 120. 1787 begleiteten die Lotsen die Flottille der Zarin Katharina der Großen und Joseph II. bei ihrer Fahrt über den Dnepr zur Krim. Dafür wurde der Lotsenataman Musii Piwtorak (russ. Мусий Пивторак) und sein Gehilfe Nepokritenko (russ. Непокрытенко) von der Zarin ausgezeichnet. Nach diesem Ereignis schlug Fürst Potjomkin am 19. Dezember 1787 dem lokalen Schatzamt vor die Lotsen unter Führung seines vertrauten Oberst Leonti Faleew in Kamenke (russ. Каменке) anzusiedeln.
Er veranlasste auch die Steuerbefreiung und das Einberufungsverbot für die Lotsen. Die Aufgabe der Lotsen bestand darin Schiffe sicher von und nach Chortyzja und Kitschkas (russ. Кичкас), nördlich der Insel Chortyzja etwa im Stadtrajon Dnipro von Saporischschja gelegen, zu bringen. Sie hatten ein Jahresgehalt von 25 Rubel.
Die Ansiedlung wuchs schnell auf 673 Lotsen an. Mit einem Ukas von 1811 galten alle Einwohner von Kamenka und Stari Kodaki im Alter von 20 bis 60 Jahren als Lotsen. Darüber hinaus wurden alle Lotsen in drei Kategorien eingeteilt. Lotsen der ersten Kategorie durften Schiffe und Flöße begleiten, Lotsen der zweiten Kategorie durften nur Flöße begleiten und angehörige der dritten Kategorie durften nur bei Überlastung der anderen beiden Kategorien sowohl Schiffe als auch Flöße auf Wunsch der Käpitane begleiten.
Die Lotsmannsgemeinschaft – als Nachfolger der Kosakengemeinschaft – war demokratisch organisiert. Dazu wurden zweimal jährlich Wahlen abgehalten, bei denen allgemeine Fragen behandelt wurden, aber auch der Ataman, sein Gehilfe, sowie ein Schatzmeister und Schreiber gewählt wurden.
Allmählich entstand nun die Sloboda – eine Siedlung vom Frondienst befreiter Einwohner oder Freibauern – der Lotsen. Das erste Gebetshaus entstand 1787 und 1794 wurde die erste Kirche errichtet, die 1874 erneuert wurde. Die Gemeinschaft unterstand direkt dem Verkehrsministerium (russ. Министерству путей сообщения) und wurde erst 1879 der Lokalverwaltung unterstellt.

## Persönlichkeiten
- Oleksij Fedorow (1901–1989), sowjetisch-ukrainischer Anführer der sowjetischen Partisanen